# Coco Fusco
Coco Fusco   (Nova York, 18 de juny de 1960), de nom real Juliana Emilia Fusco Miyares és una artista i escriptora nord-americana d'origen cubà. La seva obra explora temes com el gènere, la identitat, la raça i el poder, a través de la performance, el videoart, les instal·lacions artístiques i la crítica artística.
Va rebre un B.A en semiòtica per la Universitat de Brown el 1982 i el 2005 va obtenir un doctorat en Arts Visuals per la Universitat de Middlesex.
El 2000 va presentar la performance Out of Place a la Kunsthalle de Viena. Va crear també la videoinstal·lació Unpacking Europe per a la capitalitat cultural europea de Rotterdam el 2001. Treballa com a professora a l'Escola d'Arts Tyler de la University Temple.
Ha escrit English is Broken Here (1995) i editat Corpus Delicti : Performance Art of the Americas (1999).